# Больница кхмерско-советской дружбы
Больни́ца кхме́рско-сове́тской дру́жбы (кхмер. មន្ទីរពេទ្យមិត្តភាពខ្មែរ-សូវៀត) — больница в Пномпене, дар Советского Союза Королевству Камбоджа (Архитектор Мусорина А.Н.). Функционирует с мая 1960 года. Находится в ведении Министерства здравоохранения Камбоджи. На данный момент является крупнейшим лечебным учреждением страны и центром практической подготовки национальных медицинских кадров.

## История
Летом 1956 года глава Камбоджи принц Нородом Сианук находился с официальным визитом в СССР. На встрече с главой Камбоджи руководство выступило с предложением построить в Камбодже современную больницу, оснастив ее всем необходимым оборудованием. Строительством занимались камбоджийские и советские специалисты, сборка медицинских аппаратов производилась на московских заводах «ЭМА» и «Мосрентген».
29 августа 1960 года состоялась торжественная церемония открытия новой больницы, на которой глава Камбоджи лично вручал награды строителям.
После прихода к власти Красных Кхмеров в 1975 году больница была переименована в «Госпиталь 17 апреля». После 1979 года вернула себе прежнее название. С 1993 была вновь переименована в Больницу им. Нородома Сианука. Прежнее название больница носит с 2005 года.

## Руководители
- Профессоры Сэм Фалкун и Ким Вьен (លោក សាមៀ ផល្គុន និងសាស្ត្រាចារ្យ គឹម វៀន) (до 1975)
- Профессор Ленгси (សាស្ត្រាចារ្យ ឡេង សី) (1975—1979)
- Профессор Чей Сай, Его Превосходительство Те Куй Сеанг и профессор Лим Тай Пэн (សាស្ត្រាចារ្យ ជ័យ វិទ្យា, ឯកឧត្តម តែ គុយសៀង និង សាស្រ្តាចារ្យ លឹម ថៃភាង)(1980—1993)
- Профессор София Сэм (សាស្ត្រាចារ្យ សំ សូភាន) (1993—1997)
- Доктор Итон Тунг Сеанг (វេជ្ជបណ្ឌិត អ៊ី ទួនសៀង), (1997—2006)
- Профессор Сей Сэнгли (សាស្ត្រាចារ្យ សាយ សេងលី) (2007—2012)
- Профессор Менг (с 2012 года)